# 比伯维尔
比伯维尔是奥地利蒂罗尔州罗伊特县的一个市镇。总面积29.4平方公里，总人口610人，人口密度20.7人/平方公里（2005年）。